# Antichristian Phenomenon
Antichristian Phenomenon är en EP av det polska black/death metal-bandet Behemoth. Den gavs ut under den europeiska "Act Of Rebellion"-turnén 2001 och släpptes bara i 1 000 exemplar. Gästmusiker på EP:n är Maciej Niedzielski (från bandet Artrosis) på spår 1-5, Bony (från bandet Devilyn) och Adam Siezega (från bandet Lost Soul) på spår 6.
EP:n innehåller också ett spår med en livevideo av "Christians To The Lions" från Thelema.6-albumet. Denna video spelades in vid en konsert på Proxima Club i Warszawa, Polen 15 juni 2001. 

## Låtlista
1. "Antichristian Phenomenon"
2. "Malice"
3. "From The Pagan Vastlands 2000"
4. "Sathanas" (Sarcófago-cover)
5. "Hello Spaceboy" (David Bowie-cover)
6. "Day Of Suffering" (Morbid Angel-cover)
7. "Carnage" (Mayhem-cover)

### Videospår
- "Christians To The Lions" (live-video)

## Banduppsättning
- Nergal - gitarr, sång
- Zbigniew "Inferno" Robert Promiński - trummor, percussion
- Havok - gitarr (på spår 1-6)
- Marcin "Novy" Nowak - bas (på spår 1-6)
- Leszek "L-Kaos" Dziegielewski - bas (på spår 7)

### Gästmusiker
- Maciej Niedzielski, spår 1-5
- Bony, spår 6
- Adam Siezega, spår 6